# 8166 Buczynski
8166 Buczynski (1991 AH1) là một tiểu hành tinh vành đai chính được phát hiện ngày 12 tháng 1 năm 1991, bởi B. G. W. Manning ở Stakenbridge.